# مرادخان
مرادخان (به لاتین: Muradxan) یک منطقه مسکونی در جمهوری آذربایجان است که در شهرستان کردامیر واقع شده‌است.